# Thyristor

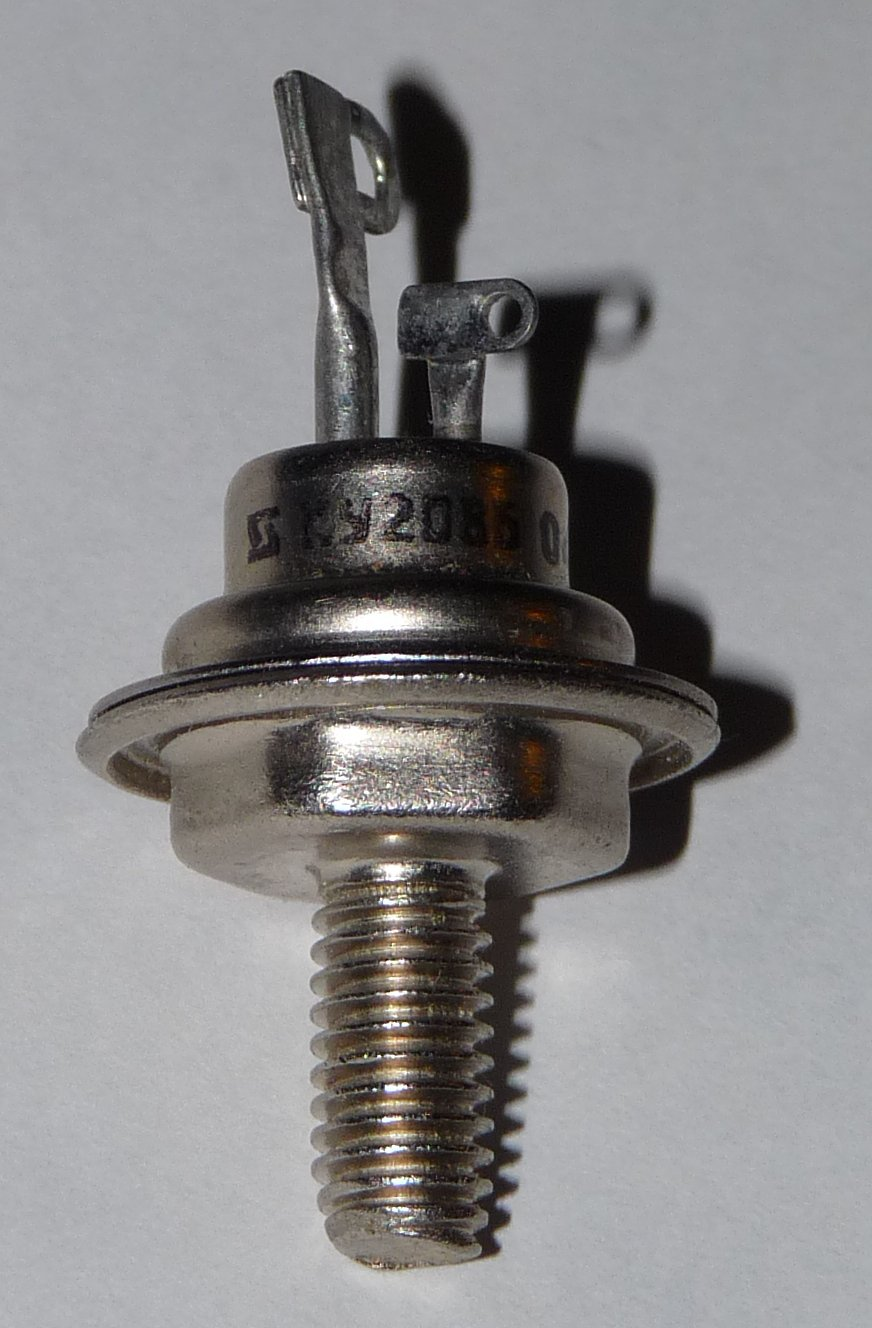
Thyristor

Thyristor ist die Bezeichnung für ein Bauteil in der Elektrotechnik. Es ist ein Kofferwort aus den beiden Bezeichnungen Thyratron und Transistor.
Ein Thyristor ist ein Halbleiterbauelement, das aus vier oder mehr Halbleiterschichten wechselnder Dotierung aufgebaut ist. Thyristoren sind einschaltbare Bauelemente, das heißt, sie sind im Ausgangszustand nichtleitend und können durch einen kleinen Strom an der Gate-Elektrode eingeschaltet werden. Nach dem Einschalten bleibt der Thyristor auch ohne Gatestrom leitend. Ausgeschaltet wird er durch Unterschreiten eines Mindeststroms, des sogenannten Haltestroms.

## Aufbau und Funktionsweise

### Allgemeines
Der Thyristor hat drei pn-Übergänge in der Folge pnpn. Wie eine Diode hat er eine Anode und eine Kathode, im Vergleich zur Diode kommt noch ein Gate-Anschluss dazu.
Im Grundzustand ist der Thyristor in beiden Richtungen sperrend. In Durchlassrichtung sperrt er bis zu einer bestimmten Zündspannung (Nullkippspannung für eine Gate-Kathoden-Spannung von 0 V). Durch einen positiven Stromimpuls am Gate kann er auch unterhalb der Zündspannung in den leitenden Zustand geschaltet werden.
In Sperrrichtung sperrt er den Strom wie eine normale Diode.
Thyristoren arbeiten je nach Anforderungen in einem der folgenden drei Zustände:
- Vorwärtsleitend (forward conducting): Dies ist der primäre Betriebsmodus eines Thyristors. Er wird in den leitenden Modus geschaltet und bleibt in diesem Zustand, bis der Strom unter einen bestimmten Wert fällt, der als Haltestrom bezeichnet wird.
- Vorwärtssperrend (forward blocking): Der Thyristor blockiert den Stromfluss, obwohl Spannung in die Richtung angelegt wird, die einer Diode signalisieren würde, ihn zu leiten.
- Rückwärtssperrend (reverse blocking ): Der Strom versucht, in die entgegengesetzte Richtung durch den Thyristor zu fließen. Eine Diode blockiert ihn jedoch und der Thyristor wird nicht aktiviert.

Es gibt mehrere Möglichkeiten der Zündung:
- Konventionelle
  - Steuerstrom (ein positiver Strom oder Stromimpuls am Gate),
  - Lichtzündung (Fotothyristor)
- Unkonventionelle, meist unzulässige
  - Überschreiten der Nullkippspannung (Überkopfzündung bzw. Breakover). Nur zulässig beim sogenannten Dynistor, einer speziellen Bauform von Thyristor, welche die Überkopfzündung erlaubt und das Nachfolgebauelement der ehemaligen Shockley-Diode darstellt.
  - Überschreiten der zulässigen Spannungsanstiegsgeschwindigkeit
  - Temperaturerhöhung

Praktisch wird der Thyristor als steuerbare Diode eingesetzt.

### Einschalten

So funktioniert ein Thyristor: 1. Lampe ist aus, 2. Strom rechts ein, 3. Schaltstrom links, 4. Lampe leuchtet.

Durch Strominjektion in die dritte Schicht (Ansteuerung am Gate) kann der Thyristor gezündet (leitfähig geschaltet) werden. Voraussetzung dafür ist eine positive Spannung zwischen Anode und Kathode sowie ein Mindeststrom durch die mittlere Sperrschicht. Charakteristisch für den Einschaltvorgang des Thyristors ist dabei, dass der Vorgang durch eine Mitkopplung unterstützt wird. Der Ablauf des Einschaltvorgangs ist daher – im Gegensatz zu anderen Leistungshalbleitern – nicht über das Gate in der Geschwindigkeit zu beeinflussen. Problematisch ist die Stromdichte in der dritten Schicht beim Zündvorgang. Beim Injizieren der Elektronen wird die Schicht an der Eintrittsstelle leitend. Bis die gesamte Siliziumfläche leitend ist, konzentriert sich der Strom auf den schon leitenden Bereich, in dem die gesamte Verlustleistung umgesetzt wird. Dabei kann die Verlustleistungsdichte den zulässigen Wert überschreiten und zu örtlichen Temperaturerhöhungen über die Diffusionstemperatur oder gar die Schmelztemperatur (1683 K) des Siliziums hinaus führen. Deshalb ist es wichtig, dass die Stromanstiegsgeschwindigkeit (kritische Stromsteilheit) einen gewissen Wert nicht übersteigt, was jedoch in den meisten Fällen durch Induktivitäten der Last und der Leitungen sichergestellt ist. Soll eine kapazitive Last geschaltet werden, muss die Stromanstiegsgeschwindigkeit ggf. durch Zusatzmaßnahmen begrenzt werden.
Bei stark induktiven Lasten hingegen eilt der Stromanstieg dem Spannungsanstieg nach. Es kann daher dazu kommen, dass unmittelbar nach Erlöschen des Zündimpulses der sogenannte Einraststrom noch nicht erreicht wird, darunter versteht man den Mindestwert des Stromes, welcher durch den Thyristor fließen muss, damit dieser beim Einschalten auch ohne Gatestrom leitfähig bleibt. Das führt zu undefinierten Schaltvorgängen, welche auch von (mit Triacs arbeitenden) Wechselstromdimmern (Phasenanschnittsteuerung) her bekannt sind, dabei kann man oft ein Flackern von derart gesteuerten Lampen im unteren Lastbereich beobachten. Um den Effekt zu vermeiden, wird ein Snubber-Netzwerk eingesetzt, darunter versteht man ein RC-Glied (Serienschaltung eines Widerstandes und eines Kondensators, typische Werte: 470 Ω und 100 nF), welches zwischen Anode und Kathode der Thyristorstrecke geschaltet wird. Beim Zünden entlädt sich der Kondensator über den Widerstand und den Thyristor und stellt damit für kurze Zeit einen kleinen Strom zur Verfügung, um den Einraststrom zu überschreiten. Oft findet man bei Thyristorschaltungen auch eine in Serie geschaltete Drosselspule zur Funkentstörung.

### Abschalten
Gelöscht (also in den Sperrzustand versetzt) wird der Thyristor entweder durch Unterschreiten des Haltestroms (engl. Holding Current), was im Allgemeinen beim Abschalten oder Umpolen der Spannung im Laststromkreis oder beim Strom-Nulldurchgang des Lastkreises (z. B. im Gleichrichter) geschieht, oder durch Umpolen in die Sperrrichtung. Die Geschwindigkeit dieses Vorgangs wird durch die Freiwerdezeit tq begrenzt, die erforderlich ist, damit der Thyristor nach Beendigung der Stromleitungsphase wieder seine volle Steuer- und Sperrfähigkeit erhält. Diese wird erst wieder erlangt, wenn die dafür maßgebende mittlere Sperrschicht durch Rekombination von Ladungsträgern geräumt ist. Die Freiwerdezeit ist eine Bauteileigenschaft und wird im Datenblatt angegeben. Je nach Typ kann sie 10 bis 400 µs betragen. Die Freiwerdezeit erfordert im Moment des Erlöschens bei induktiven Verbrauchern eine Begrenzung der Spannungsanstiegsgeschwindigkeit, das geschieht ebenso durch das oben erwähnte Snubber-Netzwerk. Andernfalls (die Induktivität führt noch den Haltestrom) kann es zur spontanen Wiederzündung („Über-Kopf-Zünden“) kommen. Neuere Thyristoren („snubberless“-Typen) sind in der Lage, diesen Spannungsanstieg auch ohne RC-Glied zu bewältigen.
Zu beachten: Der Haltestrom (Holding Current) ist jener Strom, der mindestens durch den leitfähigen Thyristor fließen muss, damit dieser leitfähig bleibt. Währenddessen versteht man unter dem Einraststrom (Latching Current) jenen, der unmittelbar nach Erlöschen des Gate-Impulses fließen muss, damit der Thyristor nicht augenblicklich wieder in den Sperrzustand zurückfällt. Beide Ströme sind Bauteilcharakteristika und werden in den Datenblättern angeführt, manchmal findet man nur den Haltestrom. Der Einraststrom ist immer etwas höher als der Haltestrom, beide liegen aber in derselben Größenordnung (für Kleinleistungsthyristoren typisch unter 100 mA, für große Scheibenthyristoren einige 100 mA).
Speziell dafür ausgelegte Varianten (GTO-Thyristoren) können auch durch einen negativen Stromimpuls am Gate in den Sperrzustand versetzt werden. Die erforderliche Stromstärke des negativen Löschimpulses ist jedoch um Größenordnungen höher als die des Zündimpulses. Häufig wird zur Bereitstellung des Löschimpulses ein geladener Kondensator an den Gate-Anschluss geschaltet.

### Schalteigenschaften
Der Übergang vom Zustand Vorwärtssperrend in den Zustand Vorwärtsleitend hat eine bestimmte Dauer, die sogenannte Einschaltzeit eines Thyristors, die in Verzögerungszeit (delay time), Anstiegszeit (rise time) und Ausbreitungszeit (spread time) unterteilt ist. Nach Anlegen des Gatestrom beginnt der Thyristor in einem sehr kleinen Bereich zu leiten. Die Verzögerungszeit kann als die Zeit definiert werden, die der Gatestrom benötigt, um von 90 % auf 100 % seines Endwerts anzusteigen. Anders betrachtet ist die Verzögerungszeit das Intervall, in dem der Anodenstrom vom Vorwärtsleckstrom auf 10 % seines Endwerts ansteigt und gleichzeitig die Anodenspannung von 100 % auf 90 % ihres Anfangswerts fällt. Die Anstiegszeit eines [?] ist die Zeit, die der Anodenstrom benötigt, um von 10 % auf 90 % seines Endwerts anzusteigen. Gleichzeitig fällt die Anodenspannung von 90 % auf 10 % ihres Anfangswerts. Die fallende Anodenspannung und der steigende Anodenstrom hängt von der Art der Last ab. Schließt man eine induktive Last an, fällt die Spannung schneller ab als der Strom steigt. Das liegt daran, dass die Induktion keine anfänglich hohe Spannungsänderung durch sich zulässt. Schließt man andererseits eine kapazitive Last an, lässt diese keine anfänglich hohe Spannungsänderung durch sich zu, weshalb der Strom schneller ansteigt als die Spannung fällt. Die Ausbreitungszeit eines Thyristors ist die Zeitspanne, die der Anodenstrom benötigt, um von 90 % auf 100 % seines Maximums anzusteigen, während die Anodenspannung auf ihr Minimum abfällt. Während dieser Phase weitet sich die Leitung über die Kathode aus, wodurch der Thyristor vollständig aktiviert wird. Die Ausbreitungszeit wird durch den Querschnitt der Kathode beeinflusst. Sobald der Thyristor eingeschaltet ist und der Anodenstrom den Haltestrom überschreitet, verliert das Gate die Kontrolle. Um den Thyristor abzuschalten, muss der Anodenstrom unter den Haltestrom fallen, und die Trägerladungen in den vier Schichten müssen gelöscht werden, bevor die Durchlassspannung wieder angelegt wird.

## Geschichte
Die ersten Thyristoren wurden 1957 bei General Electric (GE) entwickelt, nachdem William B. Shockley, Jewell James Ebers und John Lewis Moll die Vorarbeit an den Bell Laboratories geleistet hatten. Das Bauteil wurde von GE zunächst als SCR (von englisch silicon controlled rectifier, dt. gesteuerter Silizium-Gleichrichter) bezeichnet. Westinghouse stellte wenig später ähnliche Bauteile her und bezeichnete diese als Trinistor. Die AEG nannte ihre Bauteile zunächst steuerbare Siliziumzelle. Der Begriff Thyristor setzte sich erst in den 1960er Jahren durch, im englischen Sprachraum ist jedoch weiterhin SCR gebräuchlich.
Der Thyristor war das erste steuerbare Leistungshalbleiter-Bauelement für große Leistung und erschloss sich schnell vielfältige Anwendungsgebiete. Inzwischen sind Thyristoren in vielen Anwendungen durch andere Leistungshalbleiter verdrängt worden, besitzen aufgrund ihrer hohen Schaltleistung und Robustheit aber vor allem im Bereich von Hochstromanwendungen nach wie vor einen großen Marktanteil. Es werden nach wie vor neue Typen mit verbesserten Parametern entwickelt, z. B. mit geringeren Zündströmen, verbessertem Abschaltverhalten bzw. Robustheit gegenüber steilen Spannungsanstiegen beim Abreißen des Haltestromes an induktiven Lasten, die ansonsten eine Entlastungsschaltung (englisch Snubber) erforderlich machen.

## Varianten

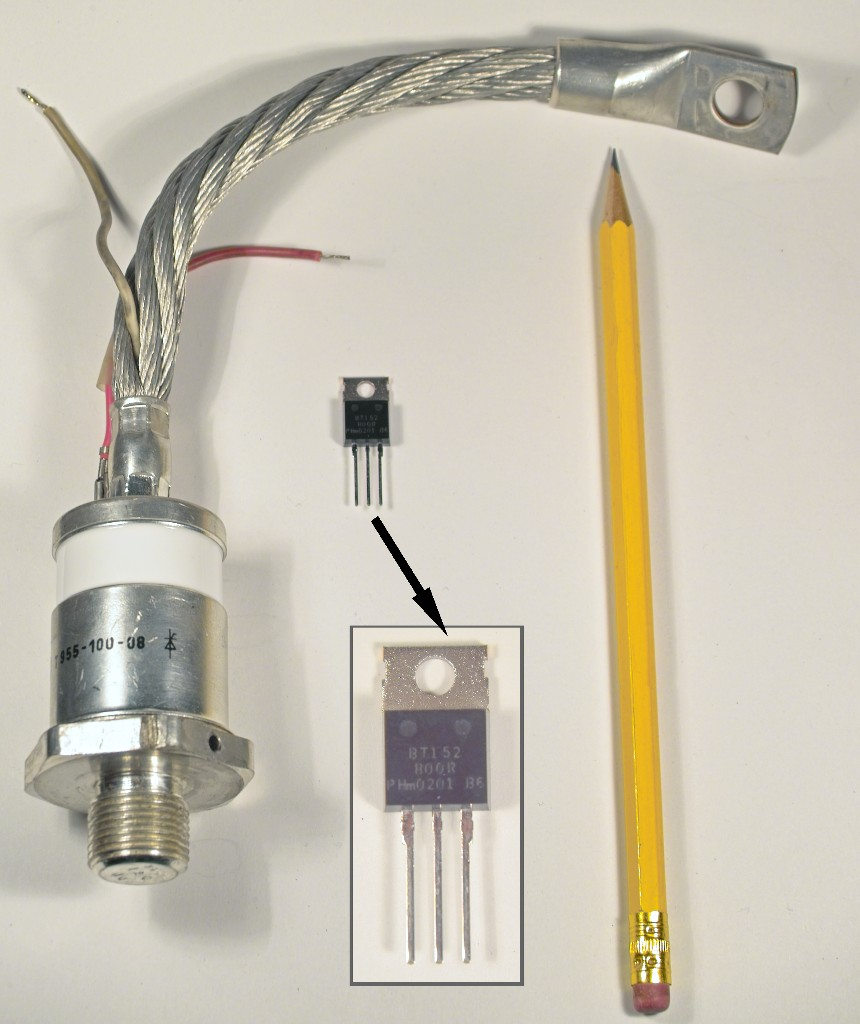
Thyristor 100 Ampere/800 Volt
kleines Bild: Thyristor 13 Ampere/800 Volt in Standardgehäuse TO-220 (Bleistift zum Größenvergleich)

Der gebräuchlichste Thyristortyp ist der siliziumgesteuerte Gleichrichter (englisch silicon-controlled rectifier). Wenn die Kathode im Vergleich zur Anode negativ geladen ist, fließt kein Strom, bis ein Impuls an das Gate angelegt wird. Dann leitet der sliziumgesteuerte Gleichrichter Strom, bis die Spannung zwischen Kathode und Anode umgekehrt oder unter einen bestimmten Schwellenwert oder Haltewert gesenkt wird.
- Netzthyristor: Solche Thyristoren sind vorrangig auf Durchlass- und Sperreigenschaften optimiert und haben Freiwerdezeiten von mehr als 100 µs. Damit sind sie für Anwendungen bei Netzfrequenz geeignet.
- Frequenzthyristor: Thyristor mit Freiwerdezeit zwischen 8 µs und 100 µs für den Einsatz mit Löschschaltungen oder in lastgeführten Wechselrichtern. Außerdem besitzen Frequenzthyristoren spezielle Gatestrukturen, die schnell eine große Fläche durchschalten und damit einen schnellen Anstieg des Laststromes erlauben.
- GTO-Thyristor (Gate Turn Off): Er ist asymmetrisch dotiert und kann an der Steuerelektrode nicht nur gezündet, sondern auch durch einen negativen Impuls wieder gelöscht werden. Der Löschimpuls muss relativ stark sein. Im Durchschnitt müssen 30 % des Laststroms kurzzeitig als Löschstrom aufgebracht werden. GTOs benötigen ein Ausschaltentlastungsnetzwerk.
- GCT (Gate Commutated Thyristor): Weiterentwicklung des GTO mit niedrigeren Schaltverlusten und für den Betrieb ohne Ausschaltentlastungsnetzwerk. Zum Abschalten ist ein Gatestrom in Höhe des Laststroms erforderlich.
- IGCT (Integrated Gate Commutated Thyristor): GCT mit fest angebauter Treiberstufe
- Thyristortetrode: Sie besitzt an der zweiten und an der dritten Schicht eine Elektrode. Sie kann an beiden Elektroden oder an jeder einzeln gezündet und gelöscht werden, jeweils mit einem positiven oder negativen Impuls.
- Fotothyristor: Er wird nicht durch einen elektrischen Impuls, sondern mit Hilfe von Licht gezündet. Fotothyristoren kleiner Leistung finden Anwendung als integrierte Bauteile in Optokopplern.
- LTT (Light Triggered Thyristor): Hochleistungsbauelement, das wie ein Fotothyristor mit Licht gezündet wird. Er ist ideal geeignet für die Anwendung in Anlagen der Hochspannungs-Gleichstrom-Übertragung.
- Diac
- Triac
- ITR (Integrated Thyristor/Rectifier) oder RCT (Reverse Conducting Thyristor): Ein Bauteil, das neben einem Thyristor eine zu ihm antiparallel geschaltete, monolithisch integrierte Diode enthält.
- Vierschichtdiode (auch Dinistor für Dioden-Thyristor oder BOD für Breakover Device): Thyristor ohne Steuerelektrode. Das Bauteil zündet bei Erreichen einer definierten Durchbruchspannung. Im Gegensatz zum Diac ist die Vierschichtdiode nur in eine Richtung durchlassfähig.

Neben diesen erwünschten Bauelementen können sich durch die abwechselnden Dotierungen der n-Kanal- und p-Kanal-Feldeffekttransistoren in CMOS-Halbleiterbauteilen unerwünschte, sogenannte „parasitäre Thyristoren“ ausbilden. Bei Zündung dieser Thyristoren durch kurze Spannungsspitzen an den Eingängen einer CMOS-Stufe (Latch-Up-Effekt) kann es zur Zerstörung des CMOS-Bauteils kommen.

## Gehäusebauformen und Leistungsbereiche

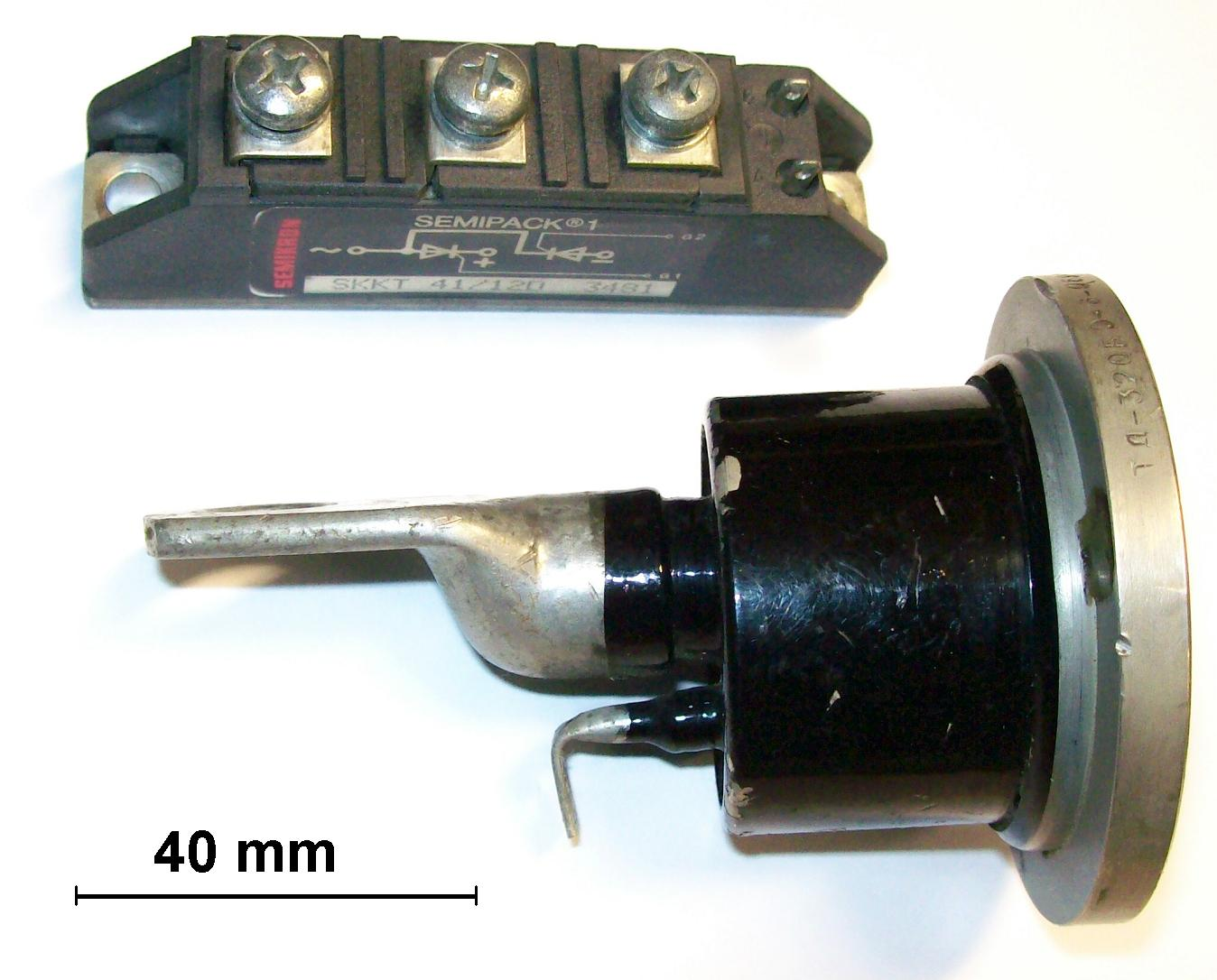
Thyristoren im Modulgehäuse (oben, Halbbrücke) und im Flachbodengehäuse

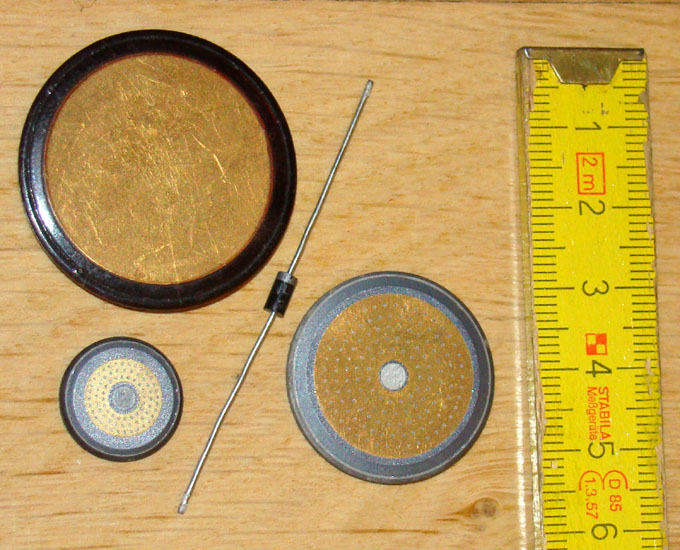
Größenvergleich: links oben ein Gleichrichter 1000 V/ 200 A; darunter ein Thyristor 1500 V / 20 A; rechts daneben SCR 1500 V /120 A; die Diode 1N4007 dient als Größenvergleich.

- Plastikgehäuse: Thyristoren für Ströme bis zu 25 A und Spannungen bis zu 1600 V werden meist in Plastikgehäusen hergestellt, wie sie auch für Leistungstransistoren üblich sind, etwa TO-220 oder TO-247. Die Kühlfahne liegt dabei auf Anodenpotential; bei TO-247 kann die Kühlfläche auch isoliert sein.
- Schraubgehäuse: Metallgehäuse mit Schraubbolzen und Sechskant für Ströme bis zu einigen 100 A. Diese Bauform wird heute nur noch in geringem Umfang verwendet.
- Flachbodengehäuse: Metallgehäuse ähnlich dem Schraubgehäuse, jedoch ohne Bolzen und Sechskant. Auch diese Bauform wird nur noch selten verwendet.
- Modulgehäuse: Bestehend aus metallischer Bodenplatte und Plastik-Spritzgussgehäuse. Im Gegensatz zu den bisher beschrieben Gehäusen ist hier die Kühlfläche (Bodenplatte) von den Anschlüssen des Bauelements elektrisch isoliert. Meist sind mehrere Thyristoren oder auch Kombinationen von Thyristoren und Dioden in einem gemeinsamen Gehäuse untergebracht. Sie sind zu einer Halbbrücke, einer Vollbrücke oder einer Drehstrombrücke zusammengeschaltet. Ströme bis 800 A und Spannungen bis 3600 V sind möglich.
- Scheibenzelle: Gehäuse erkennbar an zwei planparallelen Metallflächen für Anode und Kathode sowie einem Isolierteil aus Keramik oder Kunststoff. Zwischen den Elektroden befindet sich das Thyristorelement, ein Silizium-Wafer mit einem Durchmesser von bis zu 12 cm. Ströme bis zu 6 kA und Spannungen bis zu 8 kV können erreicht werden. Scheibenzellen werden zum Betrieb zwischen Kühlkörpern mit Kräften bis zu 130 kN eingespannt, um einen guten elektrischen und thermischen Kontakt zum Kühlkörper, aber auch intern im Bauelement zu erreichen.

Im unteren Bild sind die inneren Bauteile von Thyristoren ohne Gehäuse zu sehen. Die Siliziumscheiben sind auf Wolframplatten gelötet, deren polierte Böden auf den Kühlkörper gepresst werden. Die Oberseite ist mit Gold bedampft und wird federnd kontaktiert, damit der Kristall bei Wärmeausdehnung nicht zerstört werden kann. In der Mitte der SCR-Scheiben erkennt man den Zündkontakt.

### Durchschnittliche Leistungen

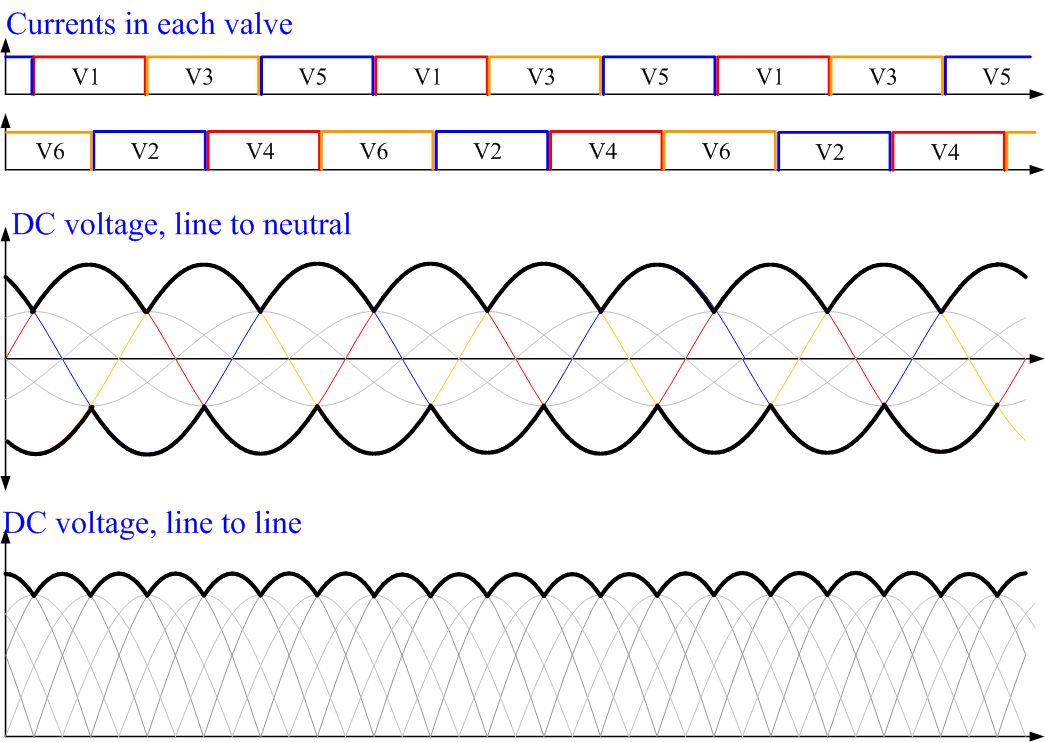
Dreiphasiger Brückengleichrichter auf Thyristorbasis, der als Gleichrichter konzipiert ist
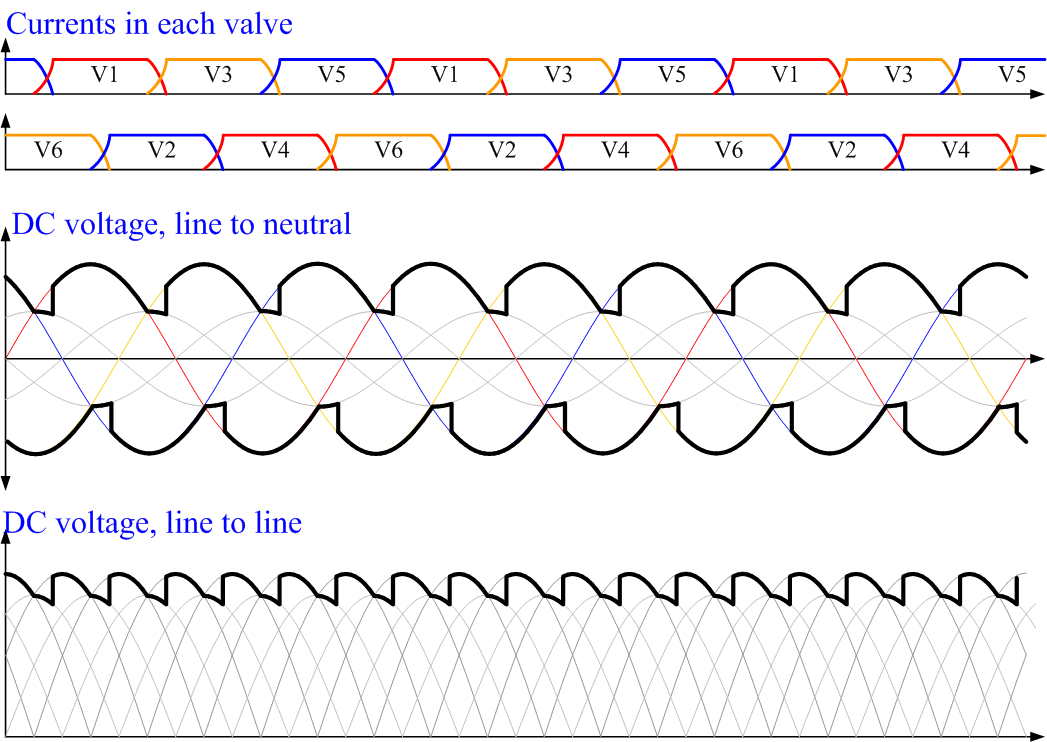
Ausgangsspannung und Ausgangsstrom des Brückengleichrichters, wobei der Verzögerungswinkel der Thyristoren gleich 0° ist
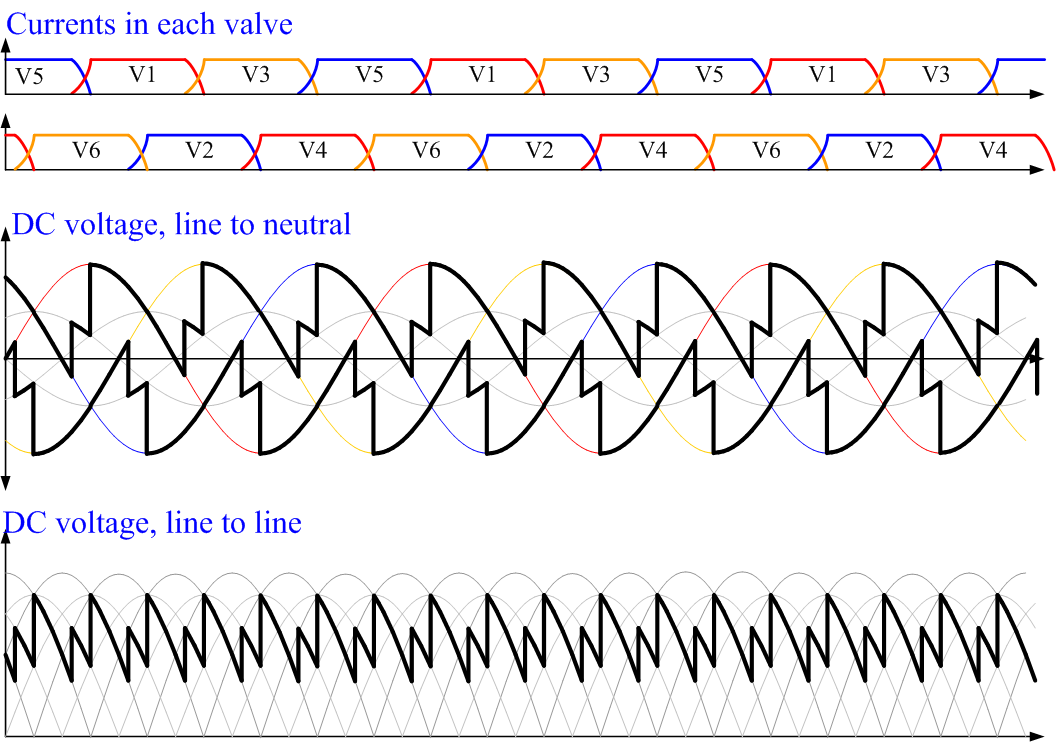
Ausgangsspannung und Ausgangsstrom des Brückengleichrichters, wobei der Verzögerungswinkel der Thyristoren gleich 20° ist
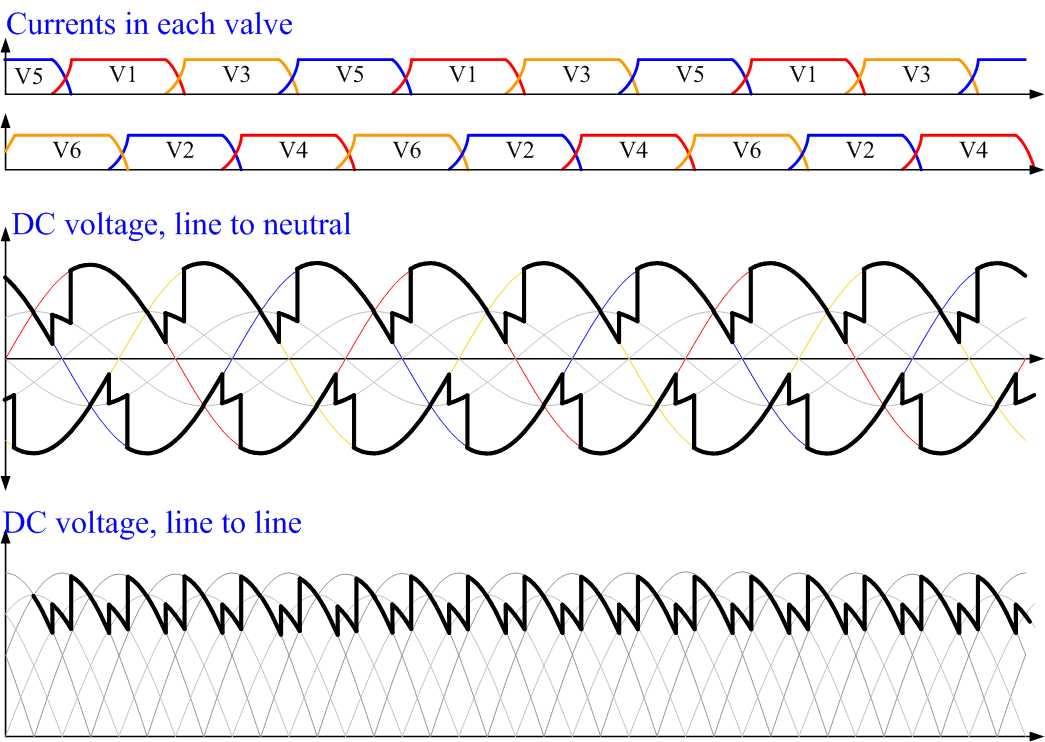
Ausgangsspannung und Ausgangsstrom des Brückengleichrichters, wobei der Verzögerungswinkel der Thyristoren gleich 40° ist

## Einsatzgebiete

### Kleine Leistung
Thyristoren oder Triacs kleiner Leistung werden in Haushaltsgeräten zur Drehzahlregelung von Universalmotoren eingesetzt (Staubsauger, Mixer, Handbohrmaschine). In ähnlicher Weise arbeiten Dimmer zur Lichtsteuerung. Ende der 1970er Jahre wurden sie auch in den Horizontalendstufen und Netzteilen von Fernsehgeräten eingesetzt, später wurden sie von Bipolartransistoren bzw. MOSFETs ersetzt.
In Verbindung mit einer Zener-Diode findet der Thyristor in Klemmschaltungen Anwendung.  Im Normalbetrieb sperren Zener-Diode und Thyristor. Wenn die Zener-Spannung der Diode z. B. durch einen Defekt in einem Transformator überschritten wird, wird der Thyristor leitend und verursacht einen gewollten Kurzschluss, wodurch die Schmelzsicherung des Netzteils sofort durchbrennt. Dadurch wird verhindert, dass teurere Komponenten im angeschlossenen Gerät durch eine zu hohe Ausgangsspannung zerstört werden.

### Mittlere Leistung
Im Leistungsbereich von oberhalb 2 kW finden Thyristoren in zahlreichen industriellen Anwendungen Verwendung. Dabei werden meist Schaltungen für den Betrieb mit Drehstrom verwendet. Thyristorsteller ermöglichen als Sanftanlaufgerät das Anlassen von Käfigläufer-Asynchronmotoren mit kontrollierten Anlaufströmen und Drehmomenten. Ebenfalls mit Thyristorstellern kann die Ausgangsspannung von Hochstrom-Gleichrichtern, etwa für die Galvanotechnik, oder von Hochspannungsgleichrichtern, etwa zur Versorgung von Elektrofiltern, geregelt werden. Der Thyristorsteller ist dabei auf der Primärseite des Transformators angeordnet, während auf der Sekundärseite zur Gleichrichtung Leistungsdioden eingesetzt sind. Thyristorschalter für Wechselstrom und Drehstrom sind im Aufbau den Thyristorstellern gleich. Die Leistungssteuerung erfolgt hier aber nicht über Phasenanschnitt, sondern über die Variation des Puls-Pausenverhältnisses. Sie eignen sich daher nur für die Steuerung von Lasten mit großer Zeitkonstante, wie etwa Heizelementen.
Thyristorgleichrichter wurden zur Drehzahlsteuerung von Gleichstrommotoren eingesetzt. Aber auch in vielen modernen Frequenzumrichtern für den drehzahlvariablen Betrieb von Drehstrommotoren arbeiten Thyristoren im Eingangsgleichrichter, um eine kontrollierte Aufladung des Gleichspannungszwischenkreises zu ermöglichen.
Anlagen zum induktiven Härten mit Arbeitsfrequenzen von 5 bis 20 kHz wurden früher mit Frequenzthyristoren aufgebaut. In dieser Anwendung wurden Thyristoren schon früh durch IGBTs abgelöst.

### Hohe Leistung

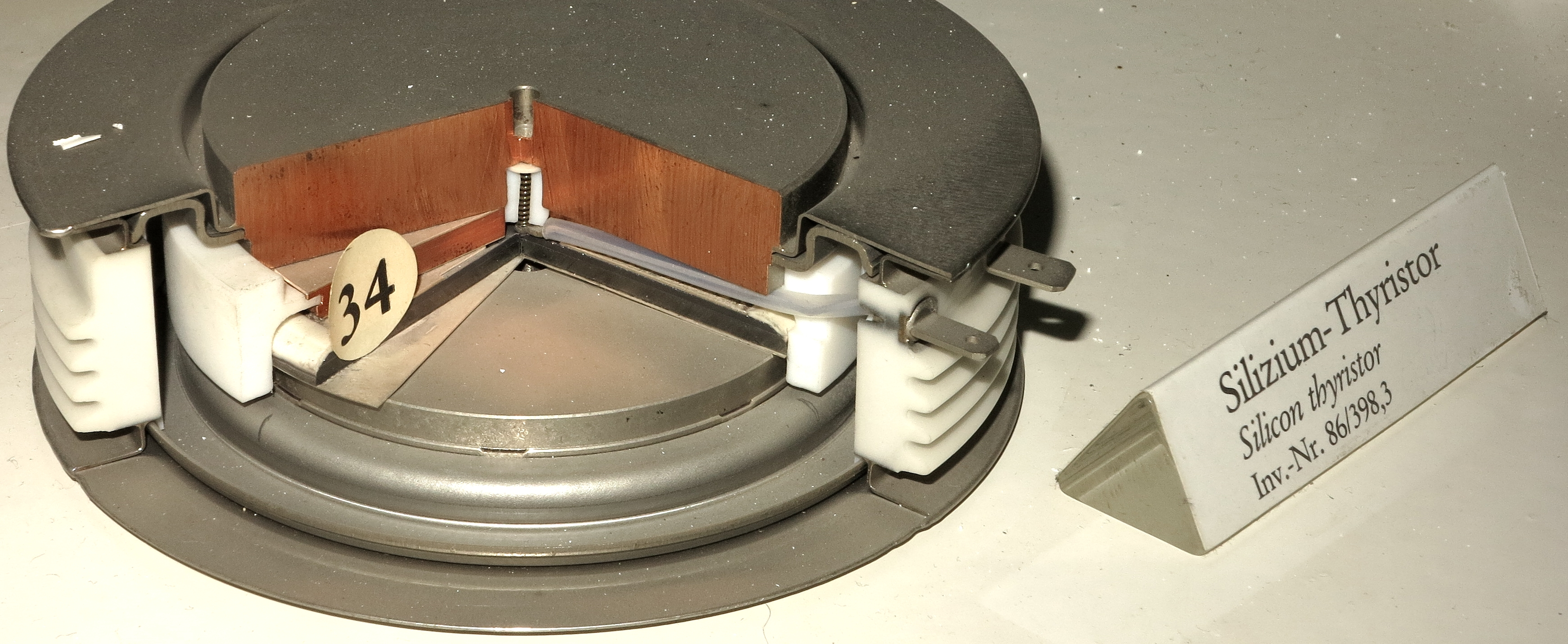
Schnitt durch einen Netzfrequenzthyristor, Deutsches Museum

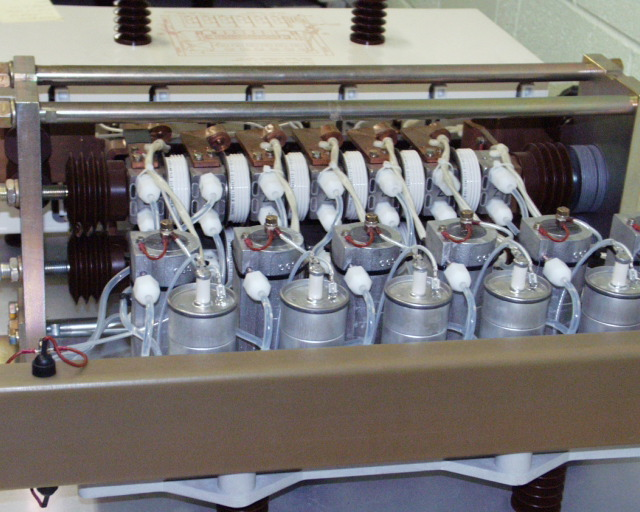
Wassergekühlte Thyristoreinheit für etwa 10 kV und 2 kA als Untereinheit in der Anlage Nelson River Bipol.

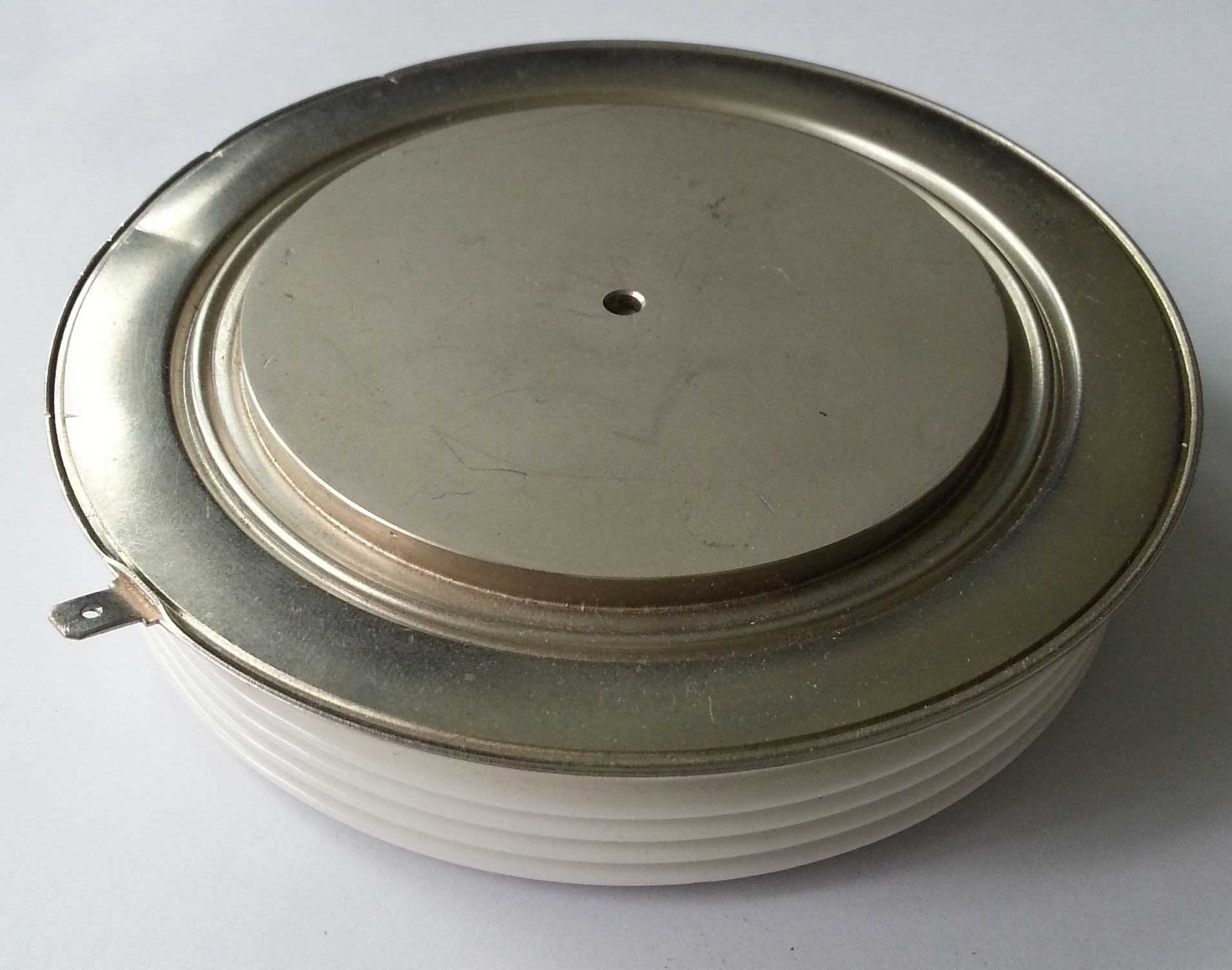
Netzfrequenzthyristor mit einer Sperrspannung von 4,2 kV, Bemessungsdauerstrom 2,44 kA bei 85 °C Sperrschichttemperatur; Gehäusedurchmesser 110 mm

Frequenzthyristoren hoher Leistung werden auch heute noch in lastgeführten Wechselrichtern im Megawatt-Bereich eingesetzt. Beim Stromrichtermotor arbeitet ein lastgeführter Wechselrichter mit einer Synchronmaschine zusammen und ermöglicht so den drehzahlvariablen Betrieb von Turboverdichtern. Auch Anlagen zum induktiven Schmelzen werden bei großer Leistung und Arbeitsfrequenzen bis 1 kHz nach wie vor noch mit Frequenzthyristoren ausgeführt.
Drehzahlvariable Antriebe großer Leistung am Drehstromnetz können bei niedriger Drehzahl auch mit Direktumrichtern ausgeführt werden. Hier werden mehrere Thyristorgleichrichter so verschaltet und gesteuert, dass ausgangsseitig ein Drehstromsystem mit Frequenzen bis 20 Hz entsteht.
Bei elektrischen Bahnen werden Pulswechselrichter mit Thyristoren sowohl in den Triebfahrzeugen als auch in stationären Anlagen eingesetzt. In Triebfahrzeugen ermöglicht der Pulswechselrichter den Einsatz des Käfigläufer-Asynchronmotors. Zusammen mit dem netzseitigen, ebenfalls als Pulsumrichter arbeitenden Stromrichter, hier als Vierquadrantensteller bezeichnet, ist damit beim Bremsen die Energierückspeisung ins Netz möglich. Die Stromrichter der ersten Drehstromlokomotiven Baureihe 120 bzw. Triebköpfe ICE 1 (die ersten 40 Triebköpfe; mittlerweile jedoch umgerüstet auf IGBT) sind dabei noch mit Frequenzthyristoren und Löschkreisen ausgeführt, während in späteren Serien GTO-Thyristoren zum Einsatz kamen. Inzwischen sind Thyristoren hier durch IGBTs weitgehend verdrängt. In stationären Anlagen werden Pulswechselrichter mit GTOs und IGCTs zur Kopplung des Bahnnetzes mit dem Landesnetz eingesetzt.
Thyristorgleichrichter großer Leistung werden für die Aluminium- und Chlorelektrolyse verwendet.
In Anlagen der Hochspannungs-Gleichstrom-Übertragung, aber auch in Anlagen zur Blindleistungskompensation werden Thyristoren in der Energieübertragung und -verteilung eingesetzt.
Thyristoren haben steuerbare Quecksilberdampfgleichrichter wie Thyratrons, Ignitrons und Excitrons fast vollständig ersetzt.

## Zwei-Transistor-Modell

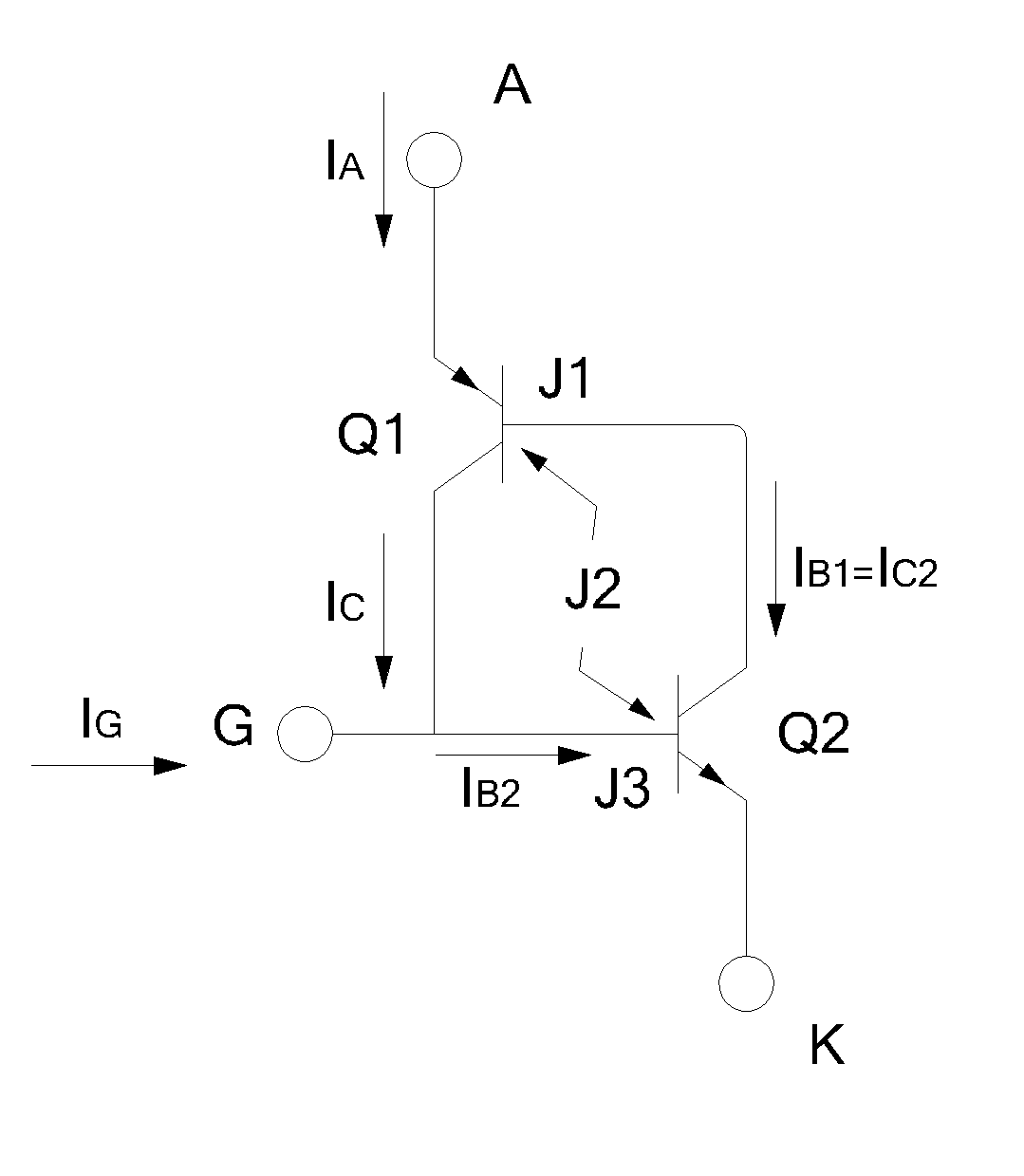
Ersatzschaltung mit zwei Transistoren

Die Abbildung rechts zeigt das Schema eines Zwei-Transistor-Thyristormodells. Dies wird erreicht, indem die beiden mittleren Schichten entlang der gestrichelten Linie in zwei Hälften geteilt werden, wie in Abbildung dargestellt. Man kann sich die Übergänge J1-J2 und J2-J3 als unterschiedliche pnp-Transistoren und npn-Transistoren vorstellen. Der Kollektorstrom {\displaystyle I_{C}} und der Emitterstrom {\displaystyle I_{E}} eines Transistors sind im Sperrzustand wie folgt verbunden:
{\displaystyle I_{C}=\alpha \cdot I_{E}+I_{CBO}}
Dabei ist {\displaystyle \alpha } die Stromverstärkung in gemeinsamer Basis eines Transistors und {\displaystyle I_{CBO}} der Leckstrom in gemeinsamer Basis an der Kollektor-Basis-Verbindung. Im Fall von Transistor {\displaystyle Q_{1}} sind Anodenstrom {\displaystyle I_{a}} und Kollektorstrom {\displaystyle I_{c}} gleich. Daher gilt für den Kollektorstrom von {\displaystyle Q_{1}}
{\displaystyle I_{C1}=\alpha _{1}\cdot I_{a}+I_{CBO1}}
wobei {\displaystyle \alpha _{1}} die Stromverstärkung und {\displaystyle I_{CBO1}} in der gemeinsamen Basis ist. In ähnlicher Weise ergibt sich der Kollektorstrom {\displaystyle I_{C2}} für den Transistor {\displaystyle Q_{2}}:
{\displaystyle I_{C2}=\alpha _{2}\cdot I_{k}+I_{CBO2}}
wobei {\displaystyle I_{k}} der Emitterstrom von {\displaystyle Q_{2}} ist. Der Anodenstrom {\displaystyle I_{a}} entspricht der Summe der bereitgestellten Kollektorströme:
{\displaystyle I_{a}=I_{C1}+I_{C2}}
{\displaystyle I_{a}=\alpha _{1}\cdot I_{a}+I_{CBO1}+\alpha _{2}\cdot I_{k}+I_{CBO2}}
Es gilt {\displaystyle I_{k}=I_{a}+I_{g}}, wenn Strom an die Gate-Elektrode angelegt wird. Setzt man dies in die obige Gleichung ein, dann erhält man
{\displaystyle I_{a}=\alpha _{1}\cdot I_{a}+I_{CBO1}+\alpha _{2}\cdot (I_{a}+I_{g})+I_{CBO2}}
{\displaystyle I_{a}={\frac {\alpha _{2}\cdot I_{g}+I_{CBO1}+I_{CBO2}}{1-\alpha _{1}-\alpha _{2}}}}
Die Stromverstärkung {\displaystyle \alpha } eines Siliziumtransistors ist bei niedrigem Emitterstrom extrem niedrig. Mit steigendem Emitterstrom kommt es zu einem schnellen Anstieg. Könnte man den Emitterstrom zweier Komponententransistoren so erhöhen, dass {\displaystyle \alpha _{1}+\alpha _{2}} gegen 1 geht, würde {\displaystyle I_{a}} durch Einschalten des Thyristors gegen unendlich gehen. Sobald der Thyristor leitet, begrenzt eine externe Last den Anodenstrom auf ein sicheres Niveau.